# Libor Havlíček
Libor Havlíček (* 13. Oktober 1953 in Třebíč, Tschechoslowakei) ist ein ehemaliger tschechischer Eishockeyspieler, -manager und -trainer, der über viele Jahre bei TJ Zetor Brno und beim SC Riessersee unter Vertrag stand.

## Karriere
Neben einem Abstecher während der Zeit beim Militär zum ASD Dukla Jihlava spielte Havlíček für TJ Zetor Brno. Vereinzelt kam er auch in der tschechoslowakischen Nationalmannschaft zum Einsatz. So spielte er beim Iswestija-Pokal 1976 und der Eishockey-Weltmeisterschaft 1979 in Moskau. In der Saison 1982/83 gelangen ihm die meisten Torvorlagen in der tschechoslowakischen Liga.
Zur Saison 1984/85 wurde ihm der Wechsel ins Ausland erlaubt und er schloss sich dem SC Riessersee an. Hier zählte er zu den Stars im Team. Nach dem Abstieg in der Saison 1986/87 wechselte er für ein Jahr in die Schweiz, kehrte dann aber für weitere zwei Spielzeiten zurück nach Garmisch-Partenkirchen. Nach einem Jahr in der Regionalliga beim EHC Straubing beendete er seine aktive Karriere.

## Erfolge und Auszeichnungen
- 1979 Silbermedaille bei der Weltmeisterschaft